# Olympische Sommerspiele 1952/Handball
Bei den XV. Olympischen Spielen 1952 in Helsinki wurde ein Feldhandball-Demonstrationsspiel der Männer ausgetragen. Es siegte die schwedische Mannschaft gegen die dänische.

## Spiel
| Schweden | Schweden | Dänemark | Dänemark |
| --- | --- | --- | -------- |
| Schweden | \| Demonstrationsspiel \| \| 30. Juli 1952 um 19:45 in Helsinki (Olympiastadion) \| \| Ergebnis: 19:11 (8:5) \| \| Zuschauer: 13.175 \| \| Schiedsrichter: Siegfried Perrey ( BR Deutschland) Torrichter: Martti Pohjola & Lars Sumelius Linienrichter: Jaakko Tuominen & Unto Repo \| | \| Demonstrationsspiel \| \| 30. Juli 1952 um 19:45 in Helsinki (Olympiastadion) \| \| Ergebnis: 19:11 (8:5) \| \| Zuschauer: 13.175 \| \| Schiedsrichter: Siegfried Perrey ( BR Deutschland) Torrichter: Martti Pohjola & Lars Sumelius Linienrichter: Jaakko Tuominen & Unto Repo \| | Dänemark |
| Schweden | - Rune Nilsson (Tor) - Rolf Zachariassen - Sven Schönberger - Åke Norén - Hans Olsson - Lars Olsson - Olle Juthage - Sten Åkerstedt - Stig Nilsson - Evert Sjunnesson - Rune Lindqvist                                                                                                 | - Skjold Bjørn (Tor) - Gustav Volder - Poul Winge - Jørgen Larsen - Erik Christensen - Viggo Larsen - Jørn Tillegreen - Mogens Nielsen - Svend Aage Madsen - Poul Rask - Erik Eigaard                                                                                                  | Dänemark |
| Demonstrationsspiel | | |          |
| 30. Juli 1952 um 19:45 in Helsinki (Olympiastadion)                                                                                      | | |          |
| Ergebnis: 19:11 (8:5) | | |          |
| Zuschauer: 13.175 | | |          |
| Schiedsrichter: Siegfried Perrey ( BR Deutschland) Torrichter: Martti Pohjola & Lars Sumelius Linienrichter: Jaakko Tuominen & Unto Repo | | |          |